# Rathaus Rheydt

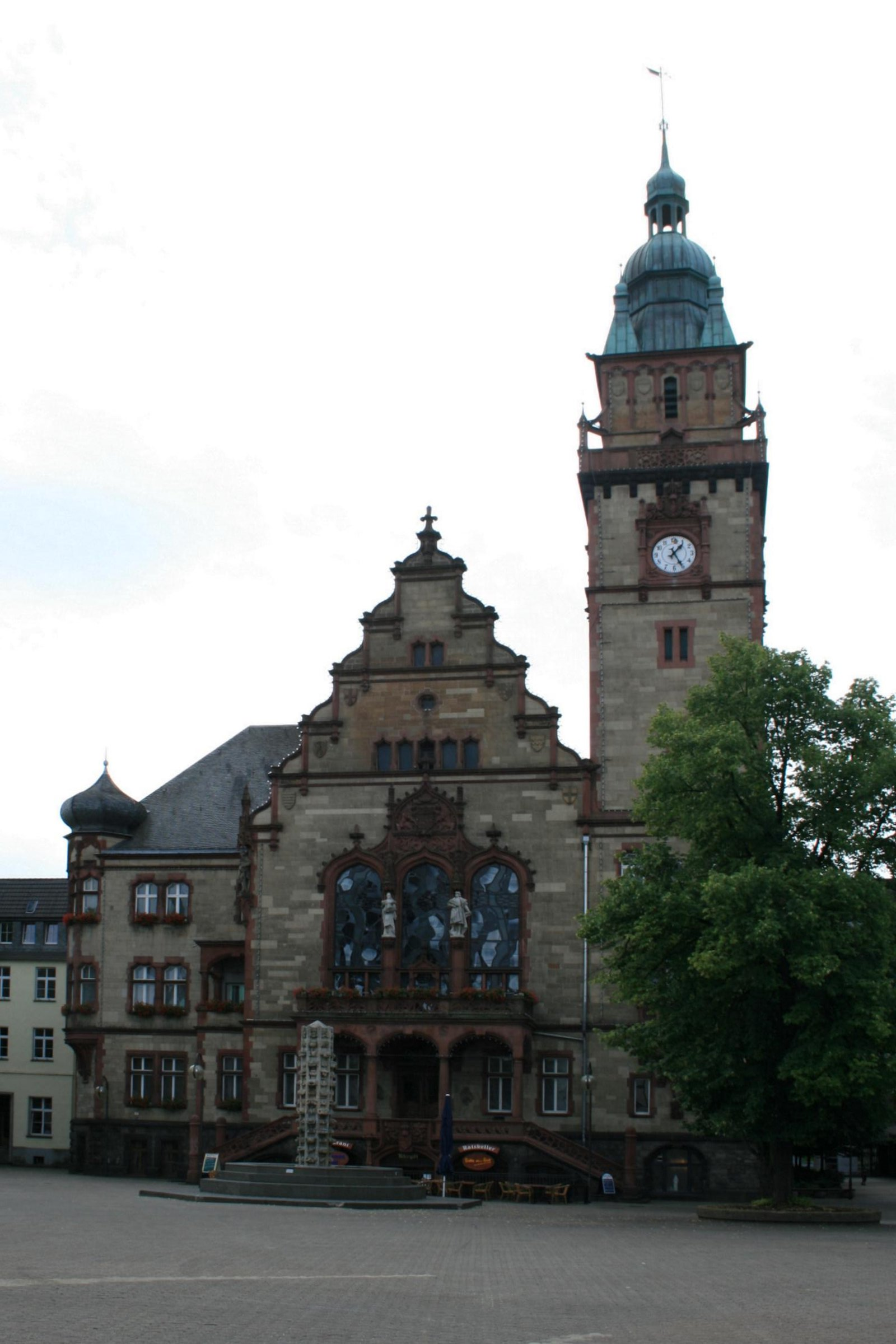
Rathaus Rheydt (Hauptgebäude), 2010

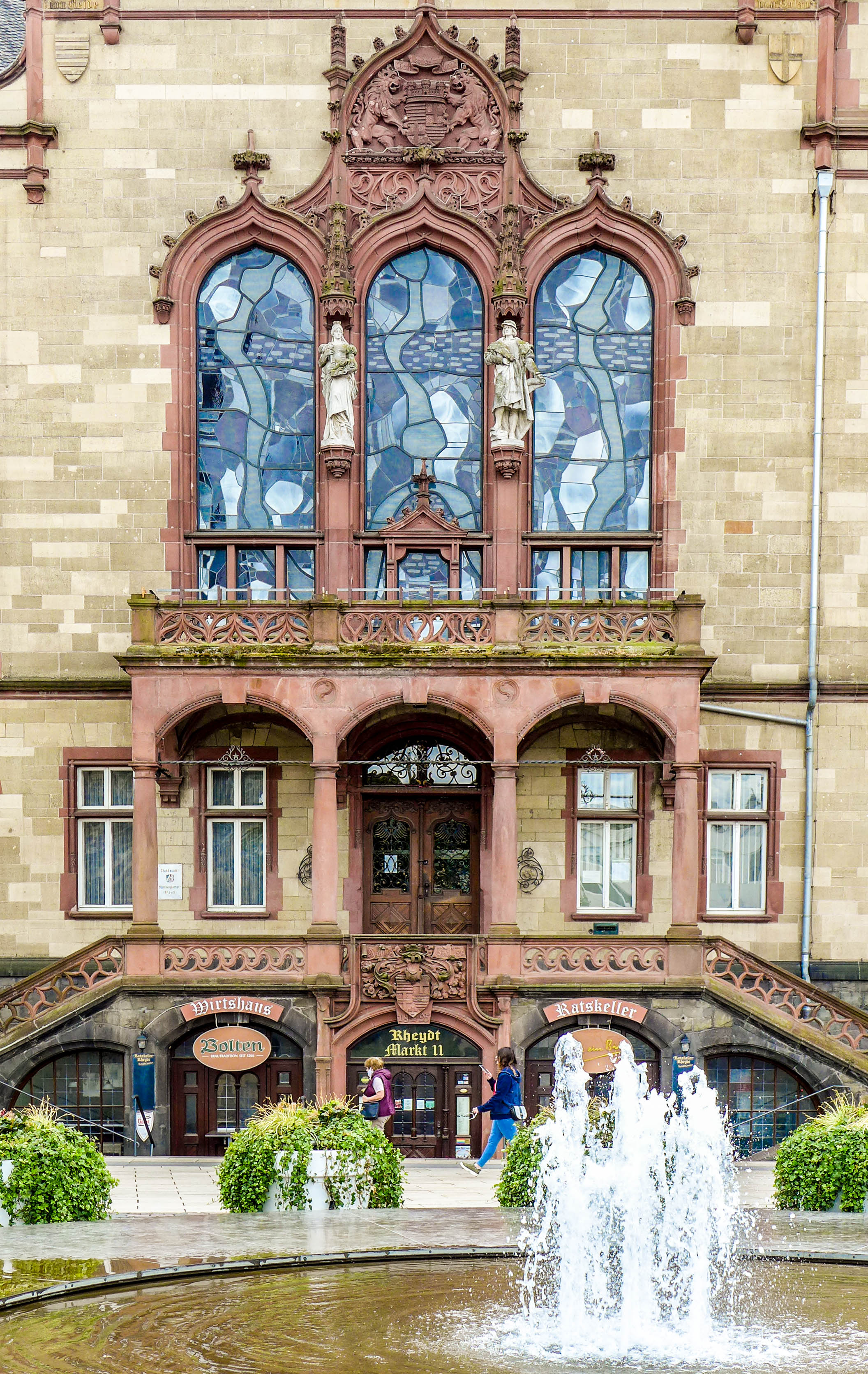
Fassade mit Hauptportal, 2020

Das Rathaus Rheydt steht im Stadtteil Rheydt in Mönchengladbach (Nordrhein-Westfalen), Markt 11/12/13.
Das Gebäude wurde 1894–96 erbaut. Es wurde unter Nr. M 013 am 14. Mai 1985 in die Denkmalliste der Stadt Mönchengladbach eingetragen.

## Architektur
Das Rathaus bildet zusammen mit der wenig später erbauten evangelischen Hauptkirche eine für das Rheydter Stadtzentrum historisch wie städtebaulich gleichermaßen dominante Baugruppe. Der Eckbau des ehem. „Königl. Bezirkskommandos“ bildet einen dritten Akzent in der von Rathaus und ev. Hauptkirche gebildeten historischen „Stadtkrone“ des Ortsteils Rheydt. Das verbindende Gebäude des ehemaligen Amtsgerichtes ist nur noch als Baukörper erhalten.

### Ehemaliges Königliches Bezirkskommando
Errichtet 1900 für das der Wehrerfassung dienende königl. preußische Bezirkskommando, das auf Betreiben der Bürgerschaft von Erkelenz nach Rheydt verlegt worden war. Bei dem Gebäude handelt es sich um einen dreigeschossigen Zweiflügelbau aus Backstein mit gotisierender Stuckdekoration. Steiles schiefergedecktes, im Eckbereich überhöhtes Satteldach. Die Hauptfront zum Markt ist siebenachsig, die Seitenfront zur Limitenstraße ist neunachsig.
Qualitätvoller Bau des Historismus in charakteristischer malerischer Gliederung, wesentlicher Bestandteil des um 1900 am Rheydter Hauptplatz neu errichteten Kranzes öffentlicher Bauten. Dem Bezirkskommando kam als Zeugnis für den Prestigegewinn der Stadt innerhalb des Gesamtunternehmens einer zeitgemäßen Neugestaltung des Rheydter Stadtzentrums wesentlicher Stellenwert zu.

### Ehemaliges Amtsgericht
Das 1880 erbaute Gebäude wurde 1905 von der Stadtverwaltung übernommen, um ein zusätzliches Geschoss aufzustocken und mit einer entsprechend neugestalteten Fassade versehen. Der traufenständige dreigeschossige Bau besitzt ein ausgebautes Satteldach. Bei der 1951 erfolgten Instandsetzung wurde die Stuckfassade abgeschlagen und durch einfachen Kratzputz ersetzt. Anstelle des ehemaligen Risalitgiebels wurde eine breit gelagerte Dachgaube eingebaut.